# Idoles
Ne doit pas être confondu avec Idole.
Idoles est une série de bande dessinée française.
- Scénario : Mathieu Gabella
- Dessins : Emem
- Couleurs : Lou

## Albums
- Tome 1 : Pour toi, public (2005)
- Tome 2 : Crescendo (2006)
- Tome 3 : Délivrance (2007)

## Publication

### Éditeurs
- Delcourt (Collection Neopolis) : Tomes 1 à 3 (première édition des tomes 1 à 3).